# Steffen Lampert
Steffen Lampert (* 1979 in Frankfurt am Main) ist ein deutscher Rechtswissenschaftler und Hochschullehrer an der Universität Osnabrück.

## Leben und Werk
Lampert studierte ab 2000 Rechtswissenschaften an der Universität Saarbrücken und legte dort 2004 sein Erstes Juristisches Staatsexamen ab. Nach dem Referendariat am OLG Zweibrücken legte Lampert 2009 sein Zweites Staatsexamen ab. Im selben Jahr wurde er mit einer von Rudolf Wendt betreuten steuerrechtlichen Arbeit von der Universität Saarbrücken zum Dr. iur. promoviert. Anschließend war er als wissenschaftlicher Mitarbeiter Wendts tätig. Im April 2011 wurde Lampert zum Juniorprofessor für Öffentliches Recht und Internationales Steuerrecht an der Universität Osnabrück berufen. Im September 2015 habilitierte er sich an der Universität Osnabrück und erhielt die Venia legendi für die Fächer Öffentliches Recht, Wirtschafts- und Steuerrecht sowie Europarecht. Nach einer Gastdozentur an der Université Paris 1 Panthéon-Sorbonne wurde Lampert von der Universität Osnabrück auf den Lehrstuhl für Öffentliches Recht, Finanz- und Steuerrecht gerufen, den er seit August 2017 innehat. Seit Oktober 2018 leitet er zudem das dortige Institut für Finanz- und Steuerrecht.
Lamperts Forschungsschwerpunkte liegen vor allem im Steuerrecht, insbesondere im internationalen und vergleichenden Steuerrecht.

## Schriften (Auswahl)
- Doppelbesteuerungsrecht und Lastengleichheit – Qualifikations- und Zurechnungskonflikte bei der Besteuerung von Personengesellschaften. Nomos, Baden-Baden 2010, ISBN 978-3-8329-5132-0 (Dissertation).
- Investitionsschutz im Zulassungsrecht. Mohr Siebeck, Tübingen 2019, ISBN 978-3-16-154334-0 (Habilitationsschrift).